# Фридрих Йохан Лудвиг (Липе-Вайсенфелд)
Фридрих Йохан Лудвиг фон Липе-Вайсенфелд (на немски: Friedrich Johann Ludwig zur Lippe-Weissenfeld; * 2 септември 1737 във Вайсенфелд; † 14 май 1791 в Заслебен при Калау, Бранденбург) от линията Липе-Бистерфелд на фамилията Липе е граф и господар на Липе-Вайсенфелд (1781 – 1791).
Той най-големият е син на граф Фердинанд Лудвиг фон Липе-Вайсенфелд (1709 – 1787) и съпругата му графиня Ернестина Хенриета фон Золмс-Барут (1712 – 1769), дъщеря на граф Йохан Кристиан I фон Золмс-Барут (1670 – 1726) и Хелена Констанция фон Донерсмарк (1677 – 1753). Брат му Карл Кристиан (1740 – 1808) е граф на Липе-Вайсенфелд, господар на Арменру.
Резиденцията на Фридрих Йохан Лудвиг фон Липе-Вайсенфелд е в дворец Заслебен при Калау. Фридрих Йохан Лудвиг фон Липе-Вайсенфелд умира на 14 май 1791 г. на 53 години в Заслебен.

## Фамилия
Фридрих Йохан Лудвиг фон Липе-Вайсенфелд се жени на 21 февруари 1772 г. в Милкел за графиня Мария Елеонора фон Герсдорф (* 1 септември 1752, Дрезден; † 3 декември 1772, Милкел), дъщеря на граф Николаус Вилхелм фон Герсдорф и Елеонора Хенриета фон Поникау (1733 – 1806). Съпругата му умира малко след раждането на един син:
- Фердинанд фон Липе-Вайсенфелд (* 20 ноември 1772 в дворец Милкел; † 21 юни 1846, Барут при Бауцен), женен на 23 ноември 1804 г. в Липтен за фрайин Елеонора Густава фон Термо (* 19 октомври 1789, Липтен; † 23 февруари 1868, Барут при Баутцен)

Фридрих Йохан Лудвиг фон Липе-Вайсенфелд се жени втори път на 28 август 1775 г. в Дьоберниц за баронеса/фрайин Вилхелмина фон Хоентал (* 19 февруари 1748, Наундорф; † 8 декември 1789, Заслебен), дъщеря на граф Петер Карл Вилхелм фон Хоентал (1754 – 1825). Те имат пет деца:
- Кристиан фон Липе-Вайсенфелд (* 21 февруари 1777, Заслебен; † 21 октомври 1859, Тайхниц), женен I. на 25 юли 1809 г. в Кьонигсбрюк за графиня Фридерика Доротея фон Хоентал (* 25 юли 1790, Дрезден; † 27 ноември 1827, Тайхниц), II. на 23 май 1836 g. в Крайниц за Вилхелмина фон Егиди (* 9 април 1808, Отерзиц до Торгау; † 14 ноември 1878, Дрезден)
- Хенриета фон Липе-Вайсенфелд (* 8 януари 1779, Заслебен; † 8 юни 1834, Низки)
- Лудвиг фон Липе-Вайсенфелд (* 14 юли 1781, Заслебен; † 8 юли 1860, Зее при Низки), женен на 24 юни 1811 г. в Тайхниц за графиня Елеонора Августа фон Хоентал (* 16 август 1795, Дрезден; † 31 октомври 1856, Зее при Низки)
- Мариана фон Липе-Вайсенфелд (* 28 юли 1783, Заслебен; † 4 септември 1783, Заслебен)
- Вилхелмина фон Липе-Вайсенфелд (* 8 декември 1788, Заслебен; † 17 март 1793, Клайнвелка)